# NEC PC-9801
PC-9801 je 16bitový mikropočítač, vyráběn firmou NEC od roku 1982, poprvé v sérii 16bitových a 32bitových osobních počítačů PC-98. Platforma dominovala na japonském trhu s osobními počítači a do roku 1999 se prodalo přes 18 milionů kusů PC-98. PC-98 bylo vydáno mnoho modelů.